# Dezna
Dezna é uma comuna romena localizada no distrito de Arad, na região histórica da Transilvânia. A comuna possui uma área de 83.50 km² e sua população era de 1415 habitantes segundo o censo de 2007.